# Nabila Horakhsh
Nabila Horakhsh (paschtunisch نبیله هورخش, persisch نبیلا هورخش; geb. 1989 in der Provinz Kabul) ist eine afghanische Journalistin, Kuratorin und Künstlerin. Sie war eine der ersten Frauen, die ihre Arbeiten am Center for Contemporary Arts Afghanistan vorstellten und gilt als eine der bedeutendsten modernen afghanischen Künstlerinnen.

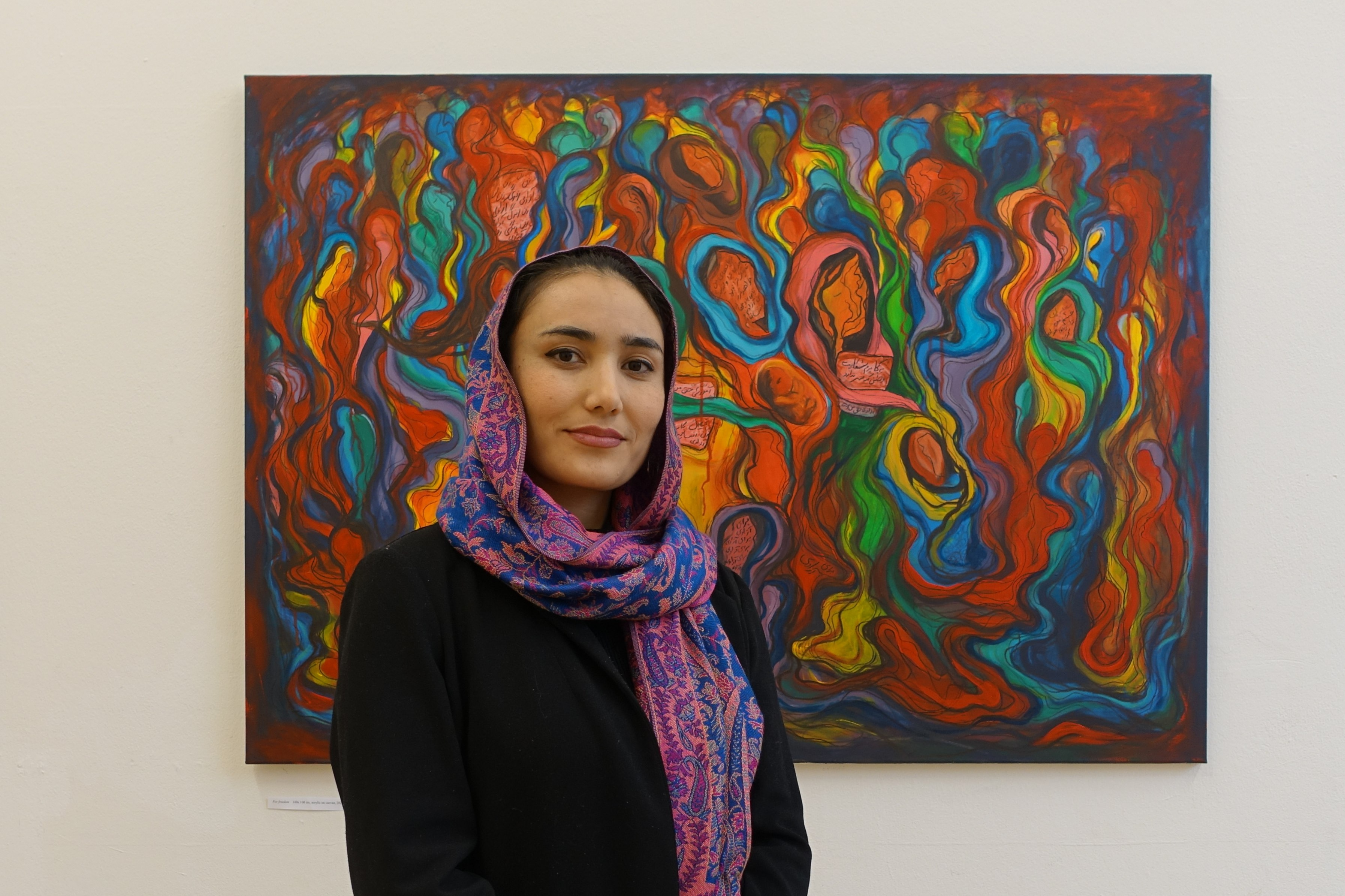
Nabila Horakhsh

## Werdegang
Horakhsh studierte Dari-Literatur an der Universität in Kabul. Noch während ihres Literaturstudiums absolvierte sie einen Kurs für realistische Malerei am Center for Contemporary Arts in Kabul. Deren Direktor Rahraw Omarzad motivierte sie dazu, sich intensiver mit der Malerei zu beschäftigen und begann, sie zu fördern. Ihr Studium schloss sie im Jahr 2009 mit dem Bachelor ab. Nach ihrem Studium arbeitete Horakhsh als Journalistin für afghanische Medien, unter anderem für Saba TV, sowie für die Heinrich-Böll-Stiftung.

### Berang Arts Organisation
Horakhsh gehörte zu den ersten Frauen, die im Center for Contemporary Arts Afghanistan ihre Arbeiten vorstellten. Im Jahr 2009 war sie Gründungsmitglied der Organisation Berang Arts (auch „Berang Art Association“), die sich für zeitgenössische afghanische Kunst einsetzt. Berang Arts ging aus einer Gruppe von Künstlern hervor, die sich kennen lernten, als sie im Jahr 2009 für den afghanischen Preis für zeitgenössische Kunst nominiert waren. Aus der gemeinsamen Arbeit in einem von der Nationalgalerie in Kabul zur Verfügung gestellten Raum ging eine Ausstellung hervor, die im Jahr 2011 im Goethe-Institut in Kabul gezeigt wurde.

### Documenta 13
Horakhsh vertrat Afghanistan mehrfach bei internationalen Gruppenausstellungen. In Zusammenarbeit mit dem Goethe-Institut in Kabul war Horakhsh im Jahr 2012 als Projektassistentin am afghanischen Beitrag zur Documenta 13 beteiligt. Das Programm, dessen Beiträge teilweise in Kabul realisiert wurden, hatte einen großen Einfluss und eine belebende Wirkung auf die afghanische Kunstszene. Horakhsh bezeichnet ihre organisatorische und konzeptionelle Mitarbeit an der dreizehnten Documenta als prägende Erfahrung. Ihrer Ansicht nach rückte diese Kooperation die zeitgenössische junge afghanische Kunst ins Blickfeld der Weltöffentlichkeit. Als besonders wichtig wertet Horakhsh die Besuche internationaler Künstler in Afghanistan, von denen sie viele kennenlernen konnte, beispielsweise Aman Mojadidi.

### Flucht nach Deutschland
Horakhsh verließ Afghanistan im Februar 2022 im Zuge des Vormarsch der Taliban im Jahr 2021 und floh über Pakistan nach Deutschland. Als „Artist in Residence“ arbeitete sie im Sommer 2022 an der Hochschule für bildende Künste (HfbK) in Hamburg. Horakhsh war ebenfalls im Jahr 2022 Stipendiatin der Martin-Roth-Initiative. Die nach dem Kulturwissenschaftler Martin Roth benannte Initiative des Goethe-Institutes und des Instituts für Auslandsbeziehungen unterstützt kritische Künstler, die in ihren Heimatländern gefährdet sind. Im Juni 2022 war Horakhsh im Auftrag der Hamburger Behörde für Kultur und Medien am Projekt „Endless Pattern Boulevard“ beteiligt, bei dem ein Stück Straße in Nähe der größten Hamburger Flüchtlingsunterkunft im Stadtteil Bergedorf gestaltet wurde.

## Künstlerischer Ansatz und Stil
Als Inspiration für ihre Bilder dient Horakhsh die islamische Mystik, insbesondere der Sufismus. Thematisch beschäftigt sie sich mit dem feministischen Widerstand gegen patriarchalische Strukturen, den Entbehrungen der Frauen in Afghanistan und den Konsequenzen von Unterdrückung und Gewalt. Ihre Gemälde werden als eindringlich und abstrakt beschrieben. Horakhsh nutzt oft die Farbe Rot – ihrer Aussage nach als Symbol für die Liebe für Alles, die sie stark empfinde. Dunkelblau, als Farbe der Nacht, ist in ihren Bildern ebenfalls oft vertreten. Nach Horakhsh Ansicht spiegelt sich in ihrem künstlerischen Werk möglicherweise ein Gefühl der Angst wider, das durch die zunehmende Gewalt und die weltweiten Konflikte ausgelöst wird.

## Ausstellungen (Auswahl)
- 2008 Make Art Not War, Deutsche Welle, Bonn sowie Sächsische Landesvertretung, Berlin[10][11]
- 2011 Faryad-e-Khaamosh („Stummer Schrei“), National Galerie, Kabul[12]
- 2011 Accident – Berang Arts-Gemeinschaftsausstellung, Goethe-Institut, Kabul[12]
- 2012 Summer Exhibition Royal Academy of Arts, London[12]
- 2018 India-Afghan Women Art Exhibition (ebenfalls als Kuratorin), Delhi
- 2019 mit Jahan Ara Rafi und Shamsia Hassani: Chahar Chob, Afghanistan Photographers Association (APA), Kabul
- 2020 Made in Afghanistan (ebenfalls als Kuratorin), Etihad Modern Art Gallery in Abu Dhabi[13]
- 2022 And then we all scream, MOM art space Hamburg[14]
- 2023 Jahresausstellung der Hochschule für bildende Künste, Hamburg